# Jean Malaurie
Pour les articles homonymes, voir Malaurie.
Jean Malaurie, né le 22 décembre 1922 à Mayence (Allemagne) et mort le 5 février 2024 à Dieppe, est un ethno-historien, géographe spécialisé en géomorphologie et écrivain français. Il était directeur d'études à l'École des hautes études en sciences sociales, et également le directeur et fondateur de la collection littéraire Terre Humaine, qu’il inaugure avec son récit Les Derniers Rois de Thulé, aux éditions Plon.

## Biographie
Jean Malaurie naît à Mayence le 22 décembre 1922 dans une famille catholique française universitaire (histoire), d’ascendance normande (ses grands parents maternels étaient de familles d'armateurs fécampois) et écossaise. Son enfance est marquée par l’imaginaire et le légendaire des châteaux du Rhin. Préparant en 1943 le concours de l’École normale supérieure de la rue d'Ulm, au lycée Henri-IV (Paris), il est mobilisé en juin 1943 pour le Service du travail obligatoire (STO) ; il raconte qu'il refuse de l'intégrer et qu'il entre dans la clandestinité jusqu’au mois d'août 1944, période durant laquelle il serait recherché par la police du régime de Vichy.
Il fait ses études supérieures à l’Institut de géographie de l’université de Paris, et a pour maître Emmanuel de Martonne. En 1948, celui-ci le nomme géographe-physicien des Expéditions polaires françaises, dirigées par Paul-Émile Victor, sur la côte ouest et l’inlandsis du Groenland. Il accomplit deux missions (printemps-automne 1948 et printemps-automne 1949) dans ce cadre (île de Disko sud, Skansen).
Après deux missions géomorphologiques et géocryologiques pour le Centre national de la recherche scientifique (CNRS), en solitaire durant les hivers 1949 et 1950 dans le désert du Hoggar (Algérie, Sahara), il part en mission à Thulé au Groenland en juillet 1950. Il dirige seul, pour le CNRS, la « première mission géographique et ethnographique française dans le nord du Groenland ». Il établit, sur quatre générations, la première généalogie d'un groupe de 302 Inuits, peuple le plus septentrional de la Terre, et met à jour une planification tendancielle afin d'éviter les risques de consanguinité (interdiction des unions jusqu’au cinquième degré).
Géomorphologue dans le Grand Nord du Groenland, il a levé la carte (topographie, géomorphologie des éboulis et de la nivation, glaces de mer) au 1:100 000e sur trois cents kilomètres de côte et sur trois kilomètres d’hinterland, de la Terre d’Inglefield et au nord du glacier Humboldt, au sud de la Terre de Washington (cap Jackson, 80° N). Il a découvert des fjords et des littoraux jusqu'alors inconnus, auxquels il a été autorisé à donner des noms français, comme le fjord de Paris, ou de ses compagnons inuits, tel celui du célèbre chaman Uutaaq. Il a réalisé des études géomorphologiques détaillées des éboulis et des écosystèmes géocryologiques en haute latitude, dont il précise les logiques de strates et de cycles ; ce sera l’objet de sa thèse : Thèmes de recherche géomorphologique dans le nord-ouest du Groenland, publiée au CNRS à Paris en 1968. Il est fait docteur d’État de géographie de la faculté des lettres de l'université de Paris (Institut de géographie) le 9 avril 1962.
L’Inuit Kutsikitsoq et lui sont les deux premiers hommes au monde à avoir atteint, le 29 mai 1951, le pôle nord géomagnétique, 78° 29′ N, 68° 54′ O, avec deux traîneaux à chiens. Le 16 juin 1951, il découvre à Thulé une base militaire américaine construite secrètement pour accueillir des bombardiers nucléaires et décide de prendre publiquement position contre l’implantation de cette base, au sujet de laquelle la population locale n’a pas été consultée.
Il publie ainsi, en 1955, Les Derniers rois de Thulé, livre fondateur de la collection Terre Humaine, aux éditions Plon, ouvrage qui sera suivi par des classiques, tels Tristes Tropiques de Claude Lévi-Strauss, Les Immémoriaux de Victor Segalen, Ishi. Testament du dernier Indien sauvage de l'Amérique du Nord de Theodora Kroeber, ou encore Affables sauvages de Francis Huxley (en), Soleil hopi de Don C. Talayesva, Pour l’Afrique, j’accuse de René Dumont et Carnets d’enquêtes d’Émile Zola. Terre Humaine a pour vocation de décentrer la vision des Occidentaux sur les autres peuples.
Élu en 1957 à la première chaire de géographie polaire de l’histoire de l’Université française, créée pour l’occasion à l’École pratique des hautes études (EPHE), il fonde en 1958 le Centre d’études arctiques et lance, en 1960, Inter-Nord, la grande revue arctique du CNRS.
En 1968-1969, il dirige la section française de la Commission gouvernementale franco-québécoise, au moment de la création du territoire autonome du Nouveau-Québec, appelé plus tard Nunavik. Les recommandations, publiées dans l’ouvrage Du Nouveau-Québec au Nunavik, 1964-2004, une fragile autonomie et dans le cahier spécial « Nunavik/Ungava » de la revue Inter-Nord no 20, visaient à assurer l’autonomie immédiate de ce territoire et à insuffler une réforme pédagogique profonde de l’enseignement. Elles ont contribué à l’élaboration du statut des territoires arctiques canadiens, inspiré principalement par Charlie Watt, sénateur inuit à Ottawa.

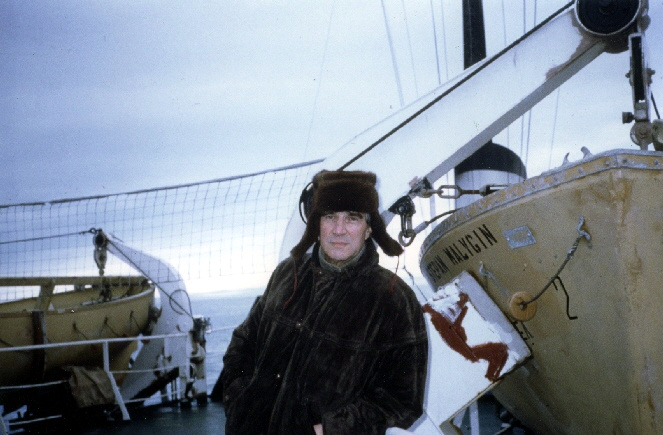
Jean Malaurie à côté du bateau hydrographique soviétique, au large d'Ouélen, durant son expédition en Tchoukotka, août 1990.

En 1990, Malaurie dirige la première expédition soviéto-française en Tchoukotka sibérienne, à la suite de la requête du gouvernement soviétique et de l’académicien Dimitri Likhatchev, conseiller scientifique de Mikhaïl Gorbatchev. Il étudie en août 1990 l'Allée des baleines, monument du nord-est sibérien d'esprit chamanique, ignoré jusqu'à son identification, en 1977, par l’archéologue soviétique Sergueï Arutiunov.
En 1992, il fonde l’Académie polaire d’État à Saint-Pétersbourg, école des cadres sibériens d’environ mille élèves internes, cinq facultés, quarante-cinq ethnies ; la langue française y est la première langue étrangère, obligatoire. Il en est le président d’honneur.
Au cours de trente et une missions, du Groenland à la Sibérie, il a enseigné une méthode — l’anthropogéographie de la pierre à l’homme — rappelant que les peuples arctiques ne peuvent être compris dans leur histoire, leurs rituels, leur sociologie, que dans le cadre d’une réflexion sur les relations dialectiques avec l'environnement physique, la faune et la flore,. Ces observations sont liées au concept de Gaïa, selon les conclusions de J. E. Lovelock, partagées par Jean Malaurie : la Terre serait « un système physiologique dynamique qui inclut la biosphère et maintient notre planète depuis plus de trois milliards d'années, en harmonie avec la vie ».
Jean Malaurie est un défenseur des droits des minorités arctiques, menacées par la mise en valeur industrielle et pétrolière du Grand Nord. La mondialisation, suivie de l'unification des cultures, est à ses yeux un malheur : « Je ne cesserai de plaider contre la mondialisation. Le pluralisme culturel est la condition du progrès de l'humanité. » En 2007, il est nommé ambassadeur de bonne volonté pour les régions arctiques (domaines des sciences et de la culture) à l’UNESCO, où il a été invité à présider le premier congrès international pour l’Arctique : Climate Change and Arctic Sustainable Development : Scientific, Social, Cultural and Educational Challenges, qui s’est tenu à Monaco, du 3 au 6 mars 2009. À son initiative et en collaboration avec l’UNESCO, un congrès international axé sur les peuples circumpolaires a eu lieu en partie au Groenland en 2011.
À partir de 2007, il est le président d'honneur de l'Uummannaq Polar Institute, institution ayant pour vocation la conservation de la culture groenlandaise locale et la promotion de programmes éducatifs pour les jeunes Inuits. En 2010, il fonde, également à Uummannaq (Groenland), le Pôle Inuit – Institut Jean Malaurie.
Écrivain, il a notamment publié Les Derniers Rois de Thulé (1955), traduit en vingt-trois langues, l’ouvrage le plus diffusé sur le peuple inuit. Ce livre a fait l’objet d’un film et d'une bande dessinée. Outre une dizaine de livres, il a publié plus de cinq cents articles scientifiques qui ont été rassemblés avec des inédits en six volumes à paraître aux Éditions du CNRS ainsi qu'aux Éditions Armand Colin.
Il finit sa vie à Dieppe, en Normandie. En 2021, il publie ses mémoires, De la pierre à l'âme.
Jean Malaurie meurt le 5 février 2024 à Dieppe, à l'âge de 101 ans. Ses cendres ont été placées sous un cairn de l'île de Thulé à Siorapaluk, au Groenland.

## Critiques
Plusieurs spécialistes des Inuits ont relevé des points dans les propos de Jean Malaurie qui peuvent être considérés comme des manquements à l'éthique de la recherche.
Le 5 mai 1981, en réponse à la présentation par le journal Le Monde Dimanche de la série télévisée de Jean Malaurie sur les Esquimaux (dans les numéros des 1er et 22 mars), une tribune a été publiée dans le journal Le Monde par Jean-François Le Mouel, chargé de recherches au CNRS et de la section des peuples arctiques au musée de l'Homme, Patrick Plumet, directeur du laboratoire d'archéologie à l'université du Québec à Montréal, Bernard Saladin d'Anglure, professeur au département d'anthropologie (université Laval, Québec), et Joëlle Robert-Lamblin, chargée de recherches au CNRS : « "L'effet Malaurie" ou les grandes illusions ». Les « illusions » entretenues auprès du public, « lourdes de conséquences pour la portée et la vérité de son message », seraient les suivantes : illusion qu'il parle couramment la langue groenlandaise ; illusion qu'il est le seul auteur des films, alors qu'une part non négligeable est empruntée à des films professionnels dont les auteurs ne sont pour la plupart pas mentionnés ; illusion que J. Malaurie connaît personnellement toutes les régions dont il parle ; illusion qu'il est un ethnologue, un spécialiste des Inuit depuis trente ans ; illusion du label d'expertise et de vérité scientifique qui lui est reconnu.
La même année, un article dans Études/Inuit/Studies développe la critique sous le titre Jean Malaurie le « faiseur » d'images ou les Inuit entre la science et la commercialisation ».

## Titres et distinctions

### Titres
- Fondateur et directeur de la collection Terre Humaine, aux Éditions Plon, Paris (depuis février 1954). Cette collection, qui a initié un important courant d’idées, est appelée la « Pléiade d’une nouvelle ethnologie ». Dans l’année qui suit sera publié le centième auteur.
- Élu à la première chaire de Géographie polaire de l’enseignement supérieur français, qui a été fondée à l’EHESS, à Paris, par le professeur Fernand Braudel (1957→). Séminaires dispensés de 1957 à 2004 (cent thèses et mémoires soutenus).
- Créateur du Centre d’études arctiques (EHESS, CNRS), (1958 →)
- Créateur et Directeur de la Fondation française d’études nordiques à Rouen le 11 mai 1964 (1964-1975).
- Directeur de recherche titulaire au CNRS (depuis 1979).
- Directeur de la base CNRS du Spitzberg de 1979 à 1990 qu'il a fait rénover, avec un programme de géomorphologie intégrée pour dix doctorants.
- Création du Festival du Film arctique en 1983[16] (1983, Dieppe ; 1986, Rovaniemi ; 1989, Fermo).
- Directeur-fondateur du Fonds polaire Jean Malaurie à la bibliothèque centrale du Muséum national d'histoire naturelle à Paris (1992 →).
- Directeur-fondateur de la Revue arctique internationale Inter-Nord[17], (CNRS - EHESS), 21 volumes (1960 →).
- Premier homme au monde à avoir atteint le Pôle géomagnétique Nord 78° 29′ N, 68° 54′ O en traîneau à chiens (29 mai 1951).
- Président d’honneur de l’Académie polaire d’État à Saint-Pétersbourg, dont il est l’un des fondateurs (1992).
- Président d’honneur du Congrès ouvrant en France la quatrième Année polaire internationale et célébrant le Cinquantenaire du Centre d’études arctiques : « Problèmes arctiques : environnement, sociétés et patrimoine », tenu du 8 au 10 mars 2007 au Muséum national d'histoire naturelle (Paris).
- Ambassadeur de bonne volonté pour les régions arctiques à l’UNESCO dans les domaines sciences et culture (2007).
- Président d’honneur de l’Uummannaq Polar Institute (Groenland, 2009).
- Président-fondateur du Pôle Inuit – Institut Jean Malaurie. Cet institut, créé sous l’égide du Centre d’études arctiques, en partenariat avec l’Institut polaire d’Uummannaq (Groenland), se veut un institut pédagogique pour cadres supérieurs.

### Distinctions scientifiques
- Prix de l’Académie des sciences (1967).
- Prix Jean-Walter de l'Académie française pour l'« Ensemble de son œuvre » en 1968
- Médaille d'or de la Société arctique française (1990).
- Médaille du CNRS (1992).
- Grande médaille de la Société de géographie (Paris, 1997).
- Docteur honoris causa de l'université d'État de Saint-Pétersbourg (2001).
- Grande médaille d'or du grand-duc Constantin de la Société de géographie de Russie à Saint-Pétersbourg, 2003).
- Patron's Gold Medal, avec signature de SM la reine Élisabeth II (Royal Geographic Society, London, 2005).
- Mungo Park Medal (The Royal Scottish Geographic Society, 2005).
- Professeur honoris causa HEC (Paris, 2005).
- Docteur honoris causa de l'université d'État de New York à Buffalo, 2008.
- Distinction Nersornaat, médaille d'or du Parlement groenlandais remise à Paris, par la présidente du Parlement groenlandais, Ruth Heilman, le 27 février 2009.

### Décorations
- Grand officier de la Légion d'honneur (2015)
  -  Commandeur de la Légion d'honneur (2005)[18].
- Grand-croix de l'ordre national du Mérite (2020)[19].
  -  Commandeur de l'ordre national du Mérite (2002)
- Commandeur de l'ordre des Arts et des Lettres (2000)
- Distinction de l’Ours polaire, décernée personnellement par le Premier ministre du Groenland M. Jonathan Motzfeldt, à Paris (1999).
- Prix de l’Académie française (1968).
- Grand prix de la Ville de Paris (1999).
- Grand prix Jules-Verne de l'académie de Bretagne et des Pays de la Loire (2000)[20].
- Commandeur de l'ordre du Dannebrog, sur la demande de S.M. Margrethe II, reine du Danemark et remis à Paris, par SAR le prince Henrik de Danemark (2007).

### Autres distinctions

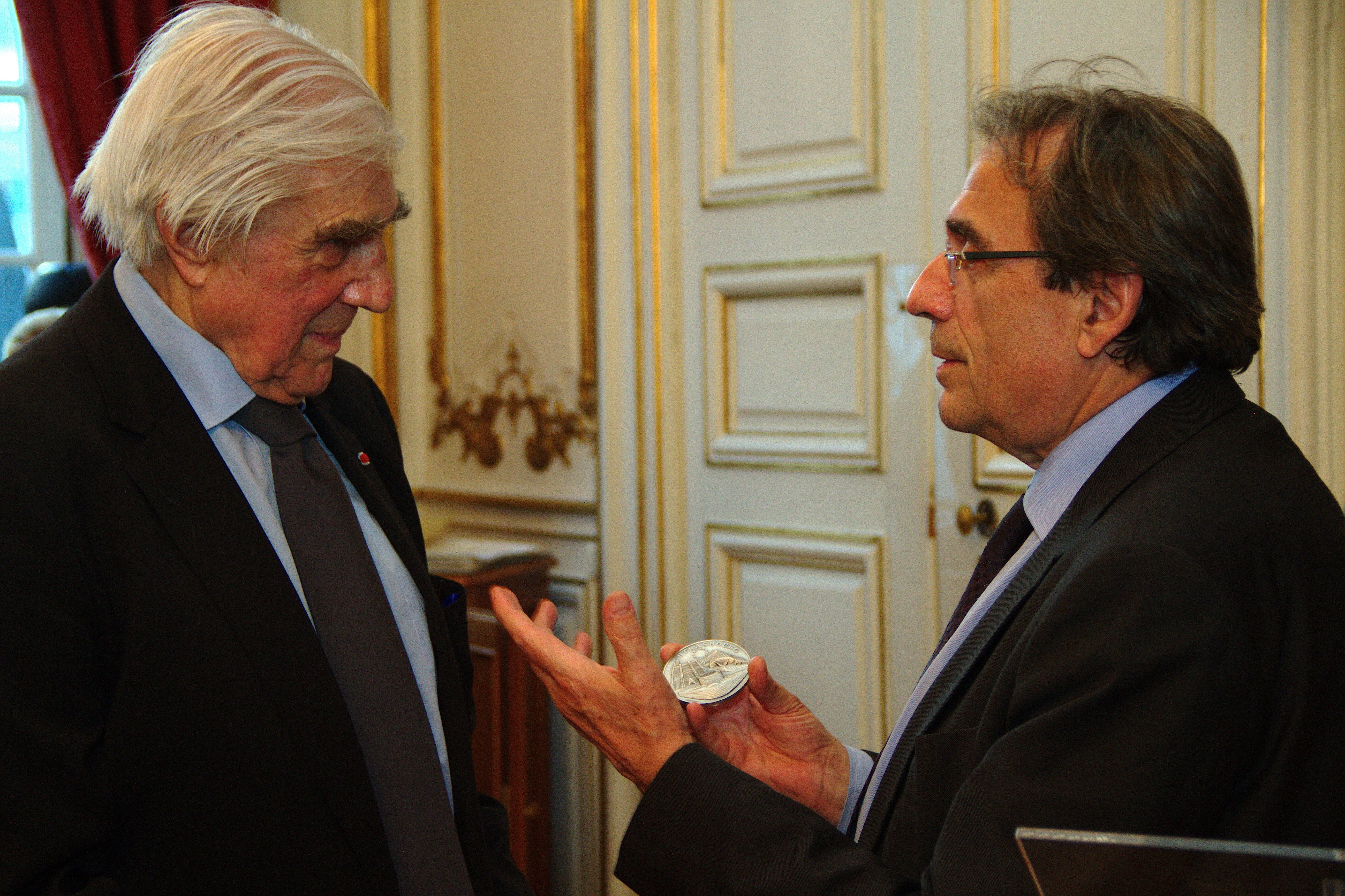
Jean Malaurie reçoit la médaille d’honneur de la ville de Strasbourg.

- Sage des peuples du Nord, élu par la faculté des peuples du Nord, université d'État Herzen, Leningrad (1992).
- Citoyen d’honneur de la ville de Fermo (Italie), qui comporte l'Istituto geografico polare et le Museo polare italien (1998).
- Médaille de la république orientale d'Uruguay (12 mars 1997)
- Félicitations du Sénat du Canada, pour son œuvre scientifique, à la requête du sénateur inuit, M. Charlie Watt, en présence de Jean Malaurie (Ottawa, 15 juin 2000).
- Docteur honoris causa de l'École des hautes études commerciales de Paris (19 septembre 2005)[21]
- Médaille d'or de Saint-Pétersbourg, à l'occasion du tricentenaire de la ville, remise à Paris par l'ambassadeur de Russie, M. Alexandre Alexeevitch Avdeev (2003).
- Médaille d'honneur de la ville de Strasbourg (2013).

### Hommages
À Uummannaq, sur la côte nord-ouest du Groenland, un musée Jean-Malaurie a été créé dans une maison de tourbe reconstituant sa base d'hivernage, à Siorapaluk, en 1950-1951. À Longueville-sur-Scie, village cauchois proche de Dieppe, le collège Jean-Rostand a été renommé Jean-Malaurie en 2010.

## Œuvre

### Livres
- Hoggar, Touareg, Journal d’une exploration géographique, Paris, Nathan, 1954.
- Les Derniers Rois de Thulé, avec les Esquimaux polaires, face à leur destin, Paris, Plon, 1955, coll. « Terre humaine » ; 5e édition définitive, Paris, Plon, 1989. Éd. poche, Paris, Pocket, 2001. Ouvrage traduit en 23 langues.
- Thèmes de recherche géomorphologique dans le nord-ouest du Groenland, 497 p., 79 photos, 161 fig., 1 carte couleur (topographie, botanique et hydrologie) au 1:25 000 (Skansen, Disko), 1 carte couleur (topographie, géomorphologie et état des glaces de mer) au 1:200 000, 80cmx30cm - thèse soutenue en 1962 - ('Mémoires et documents', n° hors série, Paris, CNRS Éditions, 1968 ; 2e éd., Paris, CNRS Éditions, 2011, Grand Nord Grand Large, avec un album iconographique).
- Hummocks I et II, Paris, Plon, 1999, coll. « Terre humaine ». Hummocks, édition revue et augmentée, 4 volumes, Paris, Plon/Pocket, 2003, 2005).
- Hummocks, Journeys and inquiries among the Canadian Inuit, traduction en anglais de Hummocks (Canada), préface nouvelle de Jean Malaurie, postface de Bruce Jackson, Montréal, MacGill University Press, 2007.
- Ultima Thulé, 2e édition, Paris, Le Chêne, 2000. Éd. poche, Paris, Pocket, 2001 ; traduit en anglais, allemand, danois.
- L’Appel du Nord, Paris, La Martinière, 2001 ; traduit en anglais, allemand.
- L’Allée des baleines, Paris, Fayard, coll. « Mille et une nuits », 2003, réédition augmentée, 2008 ; traduit en russe et en anglais.
- Alleia Kitov, traduction en russe de L’Allée des baleines, préface de Serguei Arutiunov, Moscou, Nota Bene, 2007.
- Ot kamnia k tcheloveku (De la pierre à l’homme), préface d'Azourguet Tarbaievna Shaoukenbaieva, Saint-Petersbourg, Éd. Académie polaire d’État à Saint-Petersbourg, 2003.
- Terre Humaine : cinquante ans d'une collection, entretien de Mauricette Berne et Pierrette Crouzet avec Jean Malaurie ; préface du Président de la République Jacques Chirac, introduction de Jean-Noël Jeanneney, Président de la Bibliothèque nationale de France, textes de présentation de Olivier Orban, Directeur des éditions Plon, Bruce Jackson, Jacques Lacarrière, Paris, Bibliothèque Nationale de France, 2005, 135 p.
- Terre Mère, Paris, CNRS Éditions, 2008.
- L'Art du Grand Nord, Citadelles & Mazenod, 2008.
- Uummaa : la prescience sauvage, Paris, Plon, coll. « Terre humaine », à paraître.
- Arctica, 1948-2010, une prescience de combat (8 volumes) en cours de parution, Paris, CNRS/Armand Colin. Recueil de 500 articles scientifiques (dont certains inédits) ; textes parus en français, anglais, allemands et russe. Tome 1 : En éclaireur ; Tome 2 : Écosystème arctique en haute altitude (publié) ; Tome 3 : Ethnologie et anthropologie arctiques ; Tome 4 : Développement durable et périls de perte d’identité des peuples premiers circumpolaires ; Tome 5 : Terre Humaine, entretiens et portraits.
- Plusieurs centaines d’interviews (presse, télévision, radio, Internet), en français, russe, anglais, italien, allemand, danois, groenlandais.
- Lettre à un Inuit de 2022, Paris, Fayard, octobre 2015,  (ISBN 978-2213699110).
- Oser, résister, Paris, Éditions du CNRS, 2018.
- Jean Malaurie, Makyo (scénario) et Frédéric Bihel (dessin et couleurs), Malaurie, l'appel de Thulé, Paris/91-Palaiseau, Delcourt, novembre 2019, 121 p. (ISBN 978-2-7560-9591-2)[22].
- De la pierre à l'âme. Mémoires, Paris, Plon collection Terre Humaine, 2022.

### Filmographie
- Les Derniers Rois de Thulé (Nord Groenland). Réalisation et commentaire. Film 16 mm couleur de 120 min. ORTF (Télévision Paris), 1970 : 
  - 1re partie : L'Esquimau polaire, le chasseur.
  - 2e partie : L'Esquimau chômeur et imprévisible.
  - Film remonté, 52 min, et restauré avec les couleurs originales, sous la direction de Jean Malaurie, production des Films du Village/Zarafa et France 5, INA, Paris, en 2002. Éditions groenlandaise et américaine.
- Inuit (Groenland, Canada, Alaska, Sibérie). Sept films 16 mm couleur. Tournage 1974,1976. Antenne 2 (TV Paris), 1980. Réalisation et commentaire. INA, Paris.
  - Le Cri universel du peuple esquimau. 87 min
  - Les Groenlandais et le Danemark. Nunarput (Notre Terre). 55 min
  - Les Groenlandais et le Danemark : le Groenland se lève. 55 min
  - Les Esquimaux et le Canada : l'incommunicabilité. 55 min
  - Les Esquimaux alaskiens et les États-Unis d'Amérique : les fils de la baleine. 5 min
  - Les Esquimaux alaskiens et les États-Unis d'Amérique : pétrodollars et pouvoir. 55 min
  - Les Esquimaux d'Asie et l'Union soviétique : aux sources de l'histoire inuit. 55 min
- Haïnak-Inuit, le cri universel du peuple esquimau. Nouvelle version à partir de l'émission de 1980. 52 min. Réalisation, commentaire et images nouvelles actualisant les sept films de la série Inuit. INA, 1993 (France 5 : diffusé en décembre 1995).
- La Saga des Inuit. Quatre films de 52 min réalisés à partir des 10 films de Jean Malaurie, suivis d'un long entretien-portrait. Production INA, diffusion France 5, 2007. Rediffusion en 2008. Coffret DVD INA, Paris, 2007.
  - Un peuple légendaire
  - Vers le meilleur des mondes ? (Groenland, Canada)
  - Le futur a déjà commencé (Alaska, Tchoukotka sibérienne)
  - Le Souffle du Grand Nord (entretien/portrait)

### Archives sonores
- Chez les Esquimaux Netsiligmiout et Outkoukiksarlormiout – 28 min 46 s (Chant du Monde, 1962-63)
- Chants et tambours inuit, de Thulé au Détroit de Béring – 70 min 43 s (Ocora C 559021, Paris, 1988)
- Jean Malaurie - De la pierre à l'homme, dans la collection “Les Grandes Heures”, 2 disques de 72 minutes, construits à partir d’interviews accordés par Jean Malaurie à Radio France et conservés par l’INA (responsable d’édition : Béatrice Montoriol – productrice : Thérèse Salviat – INA/Radio France, Paris, 2004.

#### Livres
- Pour Jean Malaurie - 102 témoignages en hommage à quarante ans d’études arctiques (coordination : Sylvie Devers - éd. Plon, Paris, 1990)
- Labirinti Artici, interview de Jean Malaurie par Giulia Bogliolo Bruna, in Il Polo, Alla ricerca della quadratura del Circolo Polare : Testimonianze e studi in onore di Jean Malaurie, 26 témoignages internationaux, sous la direction de : Giulia Bogliolo Bruna (Istituto Geografico Polare, vol. 25-26, mars-juin 1999, Fermo).
- Giulia Bogliolo Bruna (dir.), « Alla ricerca della quadratura del Circolo Polare. Testimonianze e studi in onore di Jean Malaurie », Il Polo (numero speciale), vol. 25-26, Istituto Geografico Polare, Fermo, 1999.
- De la vérité en ethnologie… - Séminaire de Jean Malaurie 2000-2001 (coordination : Dominique Sewane), éd. Economica, coll. "Polaires", Paris, 2002).
- Pierre Aurégan, Terre Humaine : des récits et des hommes, Pocket, « coll. Agora », Paris, 2004.
- Hommages, publiés à l'occasion de l'Exposition du Cinquantenaire de Terre Humaine à la Bibliothèque nationale, du 15 février au 30 avril 2005, 28 témoignages, préface de Jean-Noël Jeanneney, coordination : Pierrette Crouzet, Bibliothèque nationale de France, 2005.
- Jan Borm, Jean Malaurie : un homme singulier, éditions du Chêne, 2005  (ISBN 978-2-8427-7467-7).
- Giulia Bogliolo Bruna, Jean Malaurie, une énergie créatrice, coll. « Lire et comprendre », Éditions Armand Colin, octobre 2012.
- Pierre Auregan, Jean Malaurie, une introduction. Pocket, « Agora », 2014, 288 pages.  (ISBN 978-2-2661-8933-0).
- Giulia Bogliolo Bruna, Equilibri artici. L'umanesimo ecologico di Jean Malaurie, coll. "Ethnografie americane", CISU, 2016.
- Giulia Bogliolo Bruna, Jean Malaurie, une énergie créatrice, coll. « Lire et comprendre », Éditions Armand Colin, Paris, 2012.

#### Documentaires
- Jean Malaurie : Une passion arctique, réal. Michel Viotte, La compagnie des Indes, Arte, Paris, 2010, 43 min.
- Terre Humaine, histoire d'une collection, France 5, 52 min, réal. François Chayé, 2010.